# Karl Vilhelm Bart
Karl Vilhelm Bokman Bart (9. novembar 1847 – 12. januar 1919) bio je norveški slikar koji se specijalizovao za pomorsku umetnost.

## Biografija
Rodjen je u Kristijaniji (danas Oslo) kao sin sudije Daniel Nikolaj Barta (1810-1880). Bart je služio norvešku Kraljevsku mornaricu od 1863. do 1884. godine a penzionisao se kao poručnik.
Studirao je slikarstvo od 1881. do 1883. godine kod čuvenog Hans Guda na Karlsruhe u Berlinu. U periodu od 1889. do 1890. godine je provodio vreme u Londonu, kao i na studijskim putovanjima na engleskoj obali, naročito u Doveru. Kasnije je putovao u Pariz 1896-1897. Takodje je boravio i u Italiji i Tunisu od 1902. do 1903. godine, a dosta je putovao i po norveškoj obali.
Bart je u dva navrata, od 1898. do 1895. i od 1898. do 1902. godine bio direktor Udruženja umetnika u Oslu. Bio je član Nacionalne galerije u Oslu i direktor Udruženja umetnika od 1891. do 1898. godine. Tri njegova dela se nalaze u Nacionalnoj galeriji u Oslu.

## Nagrade
- Počasni navod, Paris Exposition - 1889
- Order of St. Olav – 1895

## Galerija
- I Skip I Rom Sjø (undated)
- I Havbrynet – Solgangsveir (undated)
- Seilskuter og glitrende sjø (1893)
- Strand ved Ogne, Jæderen (before 1919)